# Лепсари (деревня)
Ле́псари (фин. Leppisaari) — деревня в Романовском сельском поселении Всеволожского района Ленинградской области.

## История
Впервые упоминается в Писцовой книге Водской пятины 1500 года как деревня Лепесурья на речке Лепесурье в Куйвошском погосте.
Впервые нанесена на карту как Lepsaris в 1580 году.
Упоминается на картах:
- в 1676 году как Leppisaari[9]
- в 1699 году как Leppesaari[10]
- в 1705 году как Липпосари[11]

Во время Северной войны в лесах у деревни Лепсари, месяцами, а то и годами живя в землянках, мирное население Токсовского прихода спасалось от грабежей и насилия.

ЛЕПСАРЬ — деревня принадлежит ведомству коменданта Санкт-Петербургской крепости, жителей по ревизии 43 м. п., 48 ж. п. (1838 год)

На этнографической карте Санкт-Петербургской губернии П. И. Кёппена 1849 года она обозначена как деревня «Leppisaari», расположенная в ареале расселения эвремейсов. В пояснительном тексте к этнографической карте она названа Leppisaari (Лепсарь) и указано количество её жителей на 1848 год: эвремейсов — 44 м. п., 45 ж. п., всего 89 человек.

ЛЕПСАРЬ — деревня ведомства коменданта Санкт-Петербургской крепости, по просёлкам, 12 дворов, 47 душ м. п. (1856 год)

Число жителей деревни по X-ой ревизии 1857 года: 59 м. п., 55 ж. п..
На Плане генерального межевания Шлиссельбургского уезда упоминается как деревня Лепсарь.
Согласно «Топографической карте частей Санкт-Петербургской и Выборгской губерний» в 1860 году деревня Лепсари насчитывала 13 дворов.

ЛЕПСАРЬ — деревня комендантского ведомства при реке Лепсарь; 20 дворов, жителей 64 м. п., 68 ж. п. (1862 год)

Согласно подворной переписи 1882 года в деревне Лепсарь проживали 24 семьи, число жителей: 82 м. п., 92 ж. п., лютеране: 79 м. п., 90 ж. п., разряд крестьян — ведомства Санкт-Петербургского коменданта, а также пришлого населения 16 семей, в них: 29 м. п., 27 ж. п., лютеране: 26 м. п., 25 ж. п..

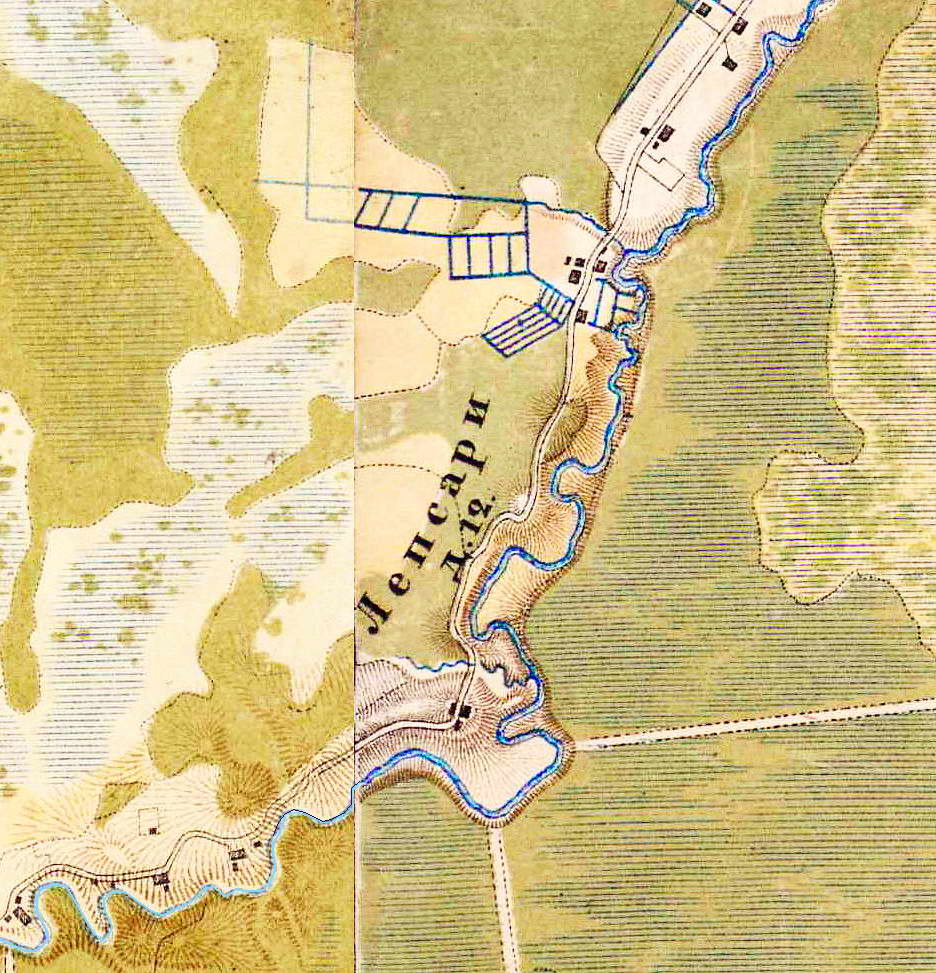
План деревни Лепсари. 1885 год

В 1885 году в Лепсари было 12 дворов.
В Лепсари жила рунопевица Анни Каннинен (1861—?), в 1894 году её песни записала собирательница рун Фанни Мария Паюла.

ЛЕПСАРИ — деревня на земле четвёртого сельского общества при р. Лепсари; 33 двора, 116 м. п., 124 ж. п., всего 240 чел. (1896 год)

До революции в Лепсари практиковался метёлочный промысел.
В конце XIX — начале XX века деревня административно относилась к Токсовской волости 2-го стана Шлиссельбургского уезда Санкт-Петербургской губернии. Население деревни было однородным — финским.
В 1903 году в Лепсари открылась земская школа, учителем в которой сначала был уроженец деревни Нижние Никулясы, выпускник Колпанской семинарии Микко Каасолайнен (1884—1937) (в 1912 перешёл в Токсовское двуклассное училище), а затем — Семён Давидович Тигонен.
В 1909 году в деревне было 30 дворов.
В 1917 году деревня Лепсари входила в состав Рябовской волости Шлиссельбургского уезда.
С 1918 по 1919 год деревня Лепсари входила в состав Лепсарского сельсовета Ириновской волости. По данным Рябовского продовольственного комитета на начало 1918 года в деревне проживали 445 человек.
С 1920 года в составе Пробинского сельсовета.
С 1923 года в составе Лепсарского сельсовета Рябовской волости Ленинградского уезда.
С 1924 года в составе Пробинского сельсовета Ленинской волости. В конце 1924 года в деревне числилось 6 мужского и 3 женского пола, всего 9 прихожан Рябовской лютеранской церкви, остальные лютеране были прихожанами Токсовского прихода.
Согласно переписи населения СССР 1926 года:

ЛЕПСАРИ — деревня Пробинского сельсовета Ленинской волости Ленинградского уезда, 72 хозяйства, 320 душ.
 
Из них: русских — 6 хозяйств, 13 душ; ингерманландцев — 62 хозяйства, 298 душ; суоми — 2 хозяйства, 6 душ; ижор — 2 хозяйства, 3 души; (1926 год)

С 1927 года в составе Ленинского района.
С 1928 года в составе Романовского сельсовета.

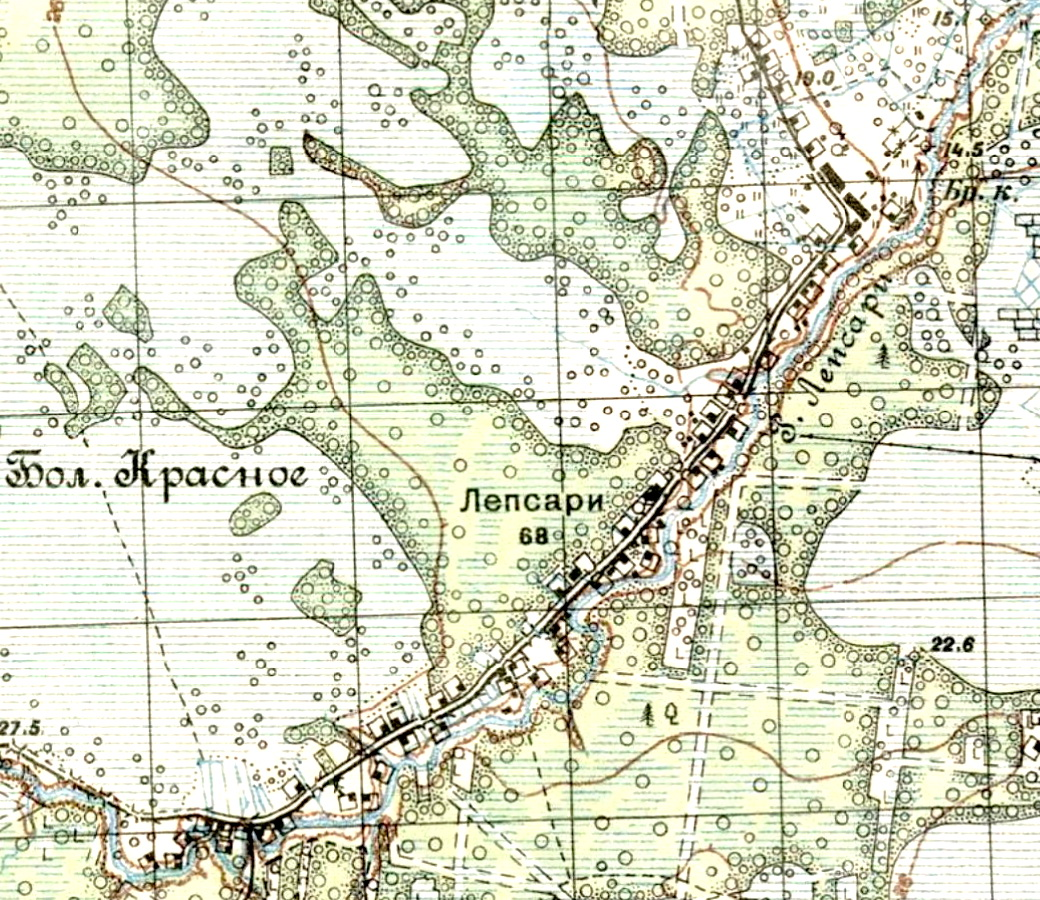
Деревня Лепсари на карте 1931 года

Согласно топографической карте РККА 1931 года деревня насчитывала 68 дворов. 
По административным данным 1933 года деревня называлась Лепсара и относилась к Романовскому финскому национальному сельсовету.
В 1930-е годы в Лепсари был организован колхоз «Красный труд», председателем колхоза был Матвей Павлович Кайбияйнен. В 1938 году он был арестован, приговорён к высшей мере наказания и расстрелян. Вместе с ним в 1938 году, подверглись репрессиям по национальному признаку ещё 17 уроженцев Лепсари.
В 1938 году деревню Лепсари населяли 329 человек, из них русских — 6 и финнов — 323 человека.
Согласно переписи населения СССР 1939 года:

ЛЕПСАРИ — деревня Романовского сельсовета Всеволожского района , 297 чел. (1939 год)

Постановлением Леноблисполкома от 14 апреля 1939 года деревня была передана из упразднённого Романовского финского национального сельсовета в состав Вагановского сельсовета.
В 1940 году деревня насчитывала 59 дворов.
До 1942 года — место компактного проживания ингерманландских финнов.
В 1958 году население деревни Лепсари составляло 200 человек.
По данным 1966 и 1973 годов деревня Лепсари также находились в составе Вагановского сельсовета.
С 23 октября 1989 года деревня Лепсари вновь находилась в составе Романовского сельсовета.
В 1997 году в деревне Лепсари Романовской волости проживали 18 человек, в 2002 году — 31 человек (русские — 74%), в 2007 году — 52.

## География
Деревня находится в центральной части района на автодороге 41К-202 (Проба — Лепсари — Борисова Грива), к северу от автодороги 41К-064 «Дорога жизни» (Санкт-Петербург — Морье) и посёлка Рахья.
Расстояние до административного центра поселения 5 км.
Расстояние до ближайшей железнодорожной платформы Проба — 6 км.
Деревня находится на левом берегу одноимённой реки.

## Демография
| 1838 | 1848 | 1862 | 1896 | 1926 | 1939 | 1997 |
| ---- | ---- | ---- | ---- | ---- | ---- | ---- |
| 91   | ↘89  | ↗132 | ↗240 | ↗320 | ↘297 | ↘59  |
| 2002 | 2007 | 2010 | 2017 |      |      |      |
| ↘31  | ↗52  | ↗55  | ↗69  |      |      |      |

### Национальный состав
Согласно данным Всероссийской переписи населения 2021 года в деревне проживали 44 человека, из них:
 русские — 17, армяне — 3 человека, остальные национальность не указали.

## Инфраструктура
В советские годы деревня Лепсари была известна большим свиноводческим комплексом «Спутник», рассчитанным на более, чем двухсоттысячное поголовье свиней. Комплекс обанкротился в 2000 году.
В настоящее время ОАО ПЗ «Спутник» занимается разведением, выращиванием и племенной продажей крупного рогатого скота абердин-ангусской породы.
В деревне Лепсари находится база школы каскадёров.

## Транспорт
Со Всеволожском деревню связывает муниципальный автобусный маршрут  № 607, протяжённостью 19,2 км.
| Расписание автобуса № 607 | Расписание автобуса № 607 |
| ------------------------- | ------------------------- |
| от пл. Всеволожская:      | от Лепсари:               |
| 07:00 12:30 17:30         | 07:40 13:05 18:10         |

## Культура
С 2016 года в деревне Лепсари работает конно-драматический театр «ВелесО». Основатель и художественный руководитель — российский актёр театра и кино, кинорежиссёр, сценарист, продюсер Евгений Ткачук.

## Фото

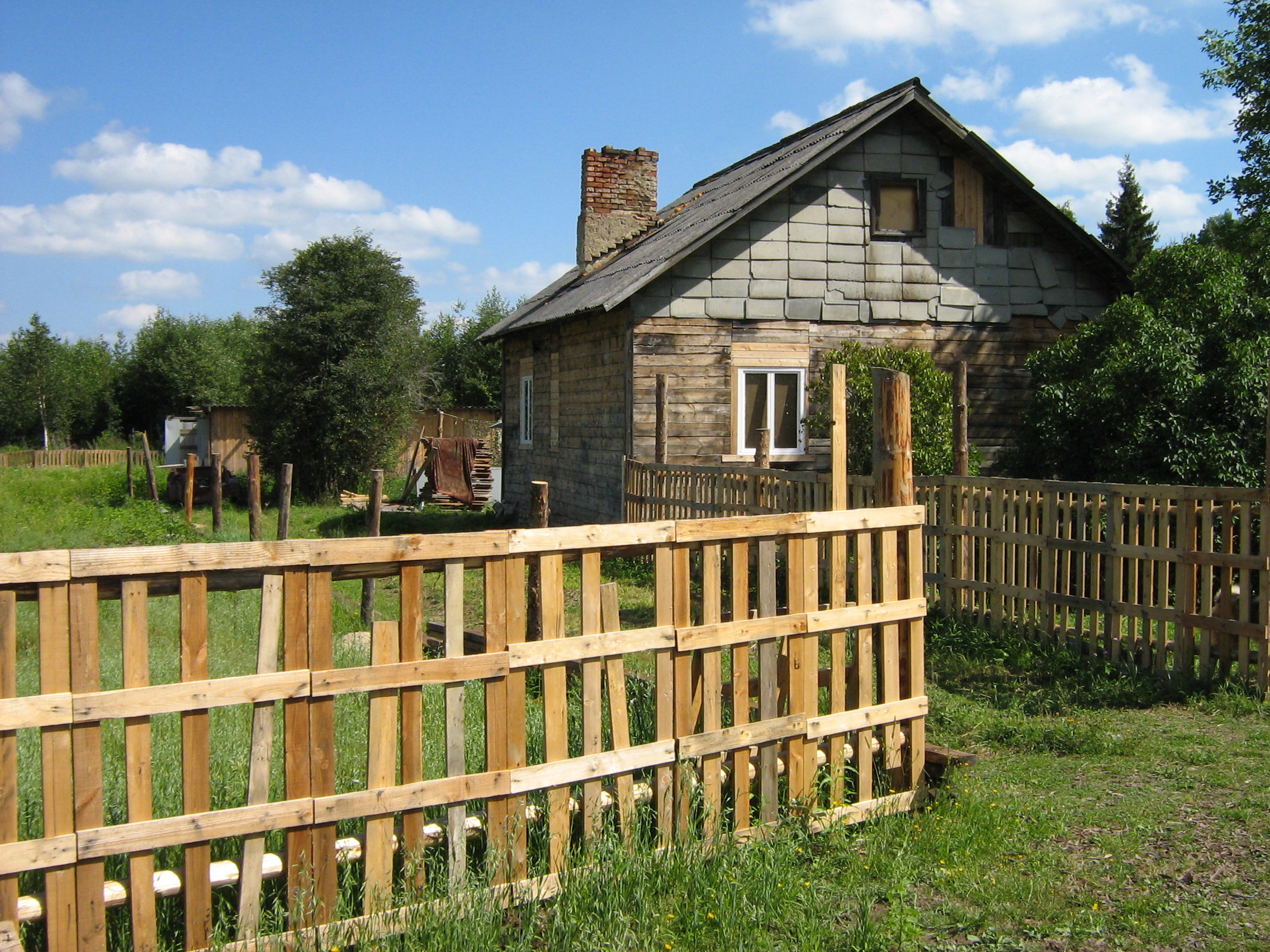
Дом лесника. 2010 год
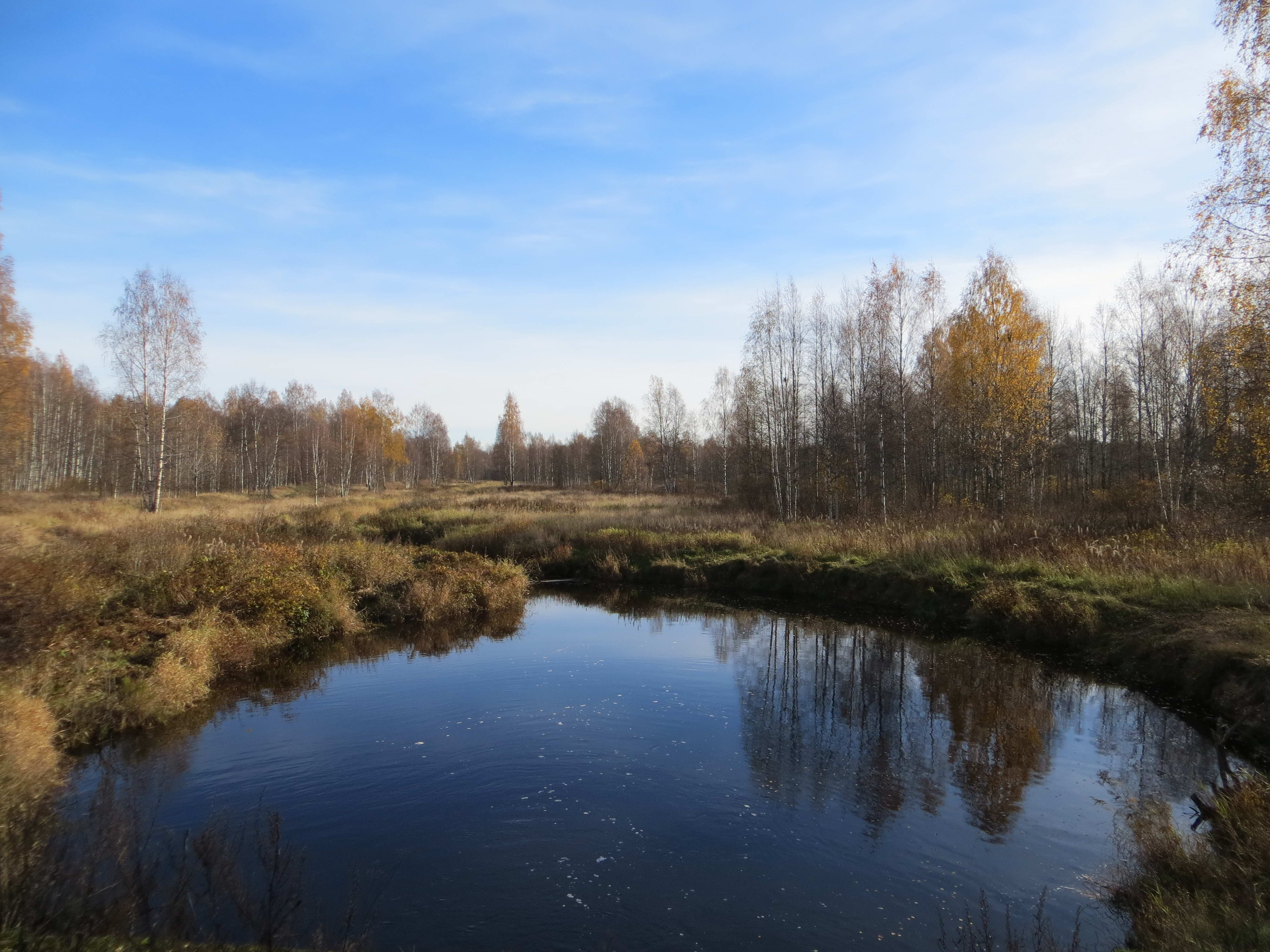
Река Лепсари. 2013 год
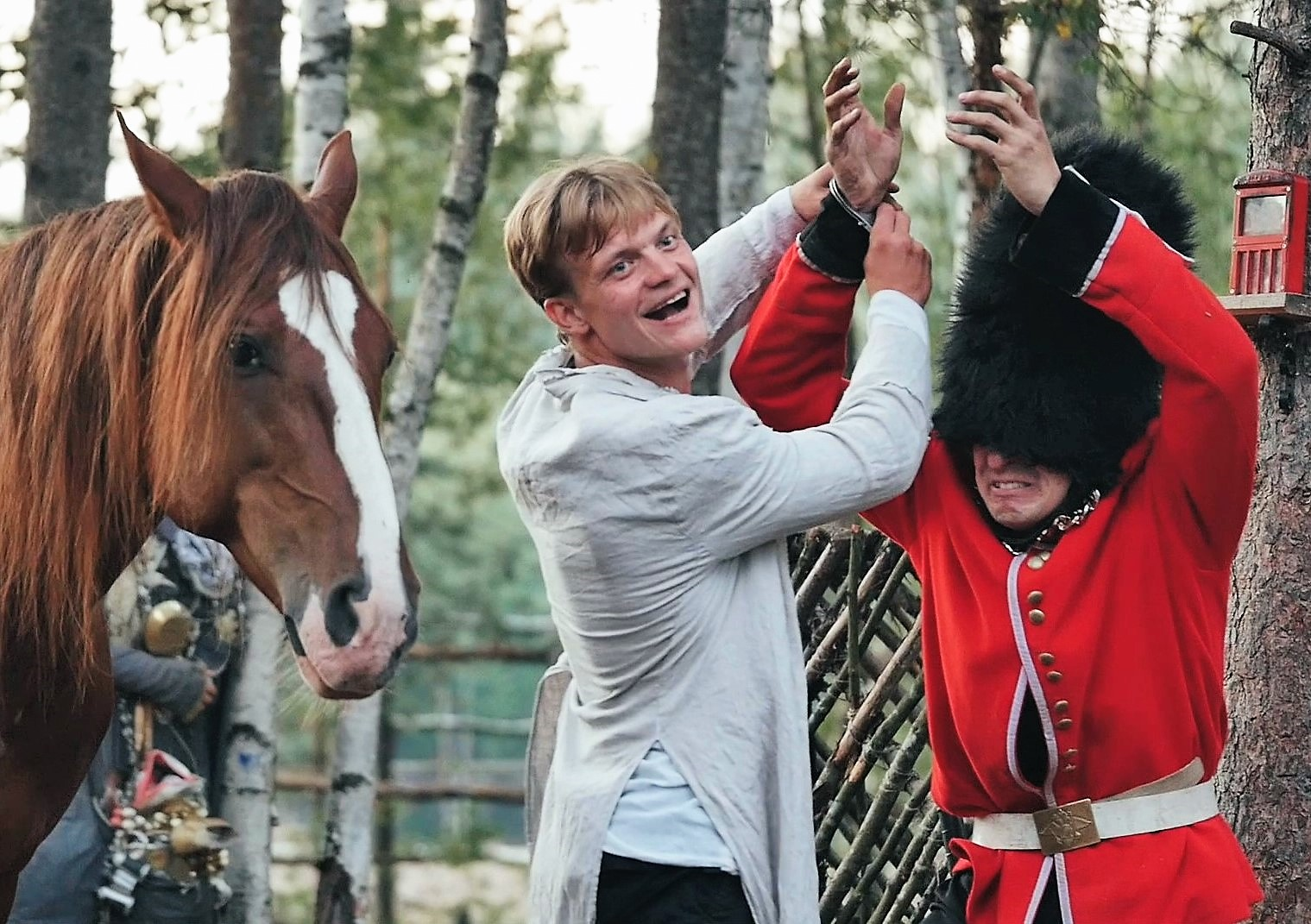
Выступление конно-драматического театра «ВелесО». 2018 год

## Улицы
Заречная, Ольховая, Ольховый проезд, Первый проезд, Речная, Рябиновая, Сосновая.

## Садоводства
Лепсари, Спутник-2.